# Jorge Obregón
Jorge Leonardo Obregón Rojas (Puerto Tejada, 29 marzo 1997) è un calciatore colombiano, di ruolo centrocampista, attualmente svincolato.

## Caratteristiche tecniche
È un esterno sinistro.

## Carriera

### Nazionale
Con la nazionale Under-20 colombiana ha preso parte al campionato sudamericano 2017.

## Palmarès

### Club

#### Competizioni nazionali
- Liga Super: 1

Johor Darul Ta'zim: 2024-2025
- Coppa della Malaysia: 1

Johor Darul Ta'zim: 2024-2025